# Margaret Gathorne-Hardy
Lady Margaret Evelyn Gathorne-Hardy, viscontessa Goschen (4 luglio 1858 – 11 luglio 1943), è stata una nobildonna inglese.

## Biografia
Era la figlia del politico conservatore Gathorne Gathorne-Hardy, I conte di Cranbrook, e di sua moglie, Jane Stewart Orr. Era la sorella di John Stewart Gathorne-Hardy e zia di Dorothy D'Oyly Carte, moglie di Rupert D'Oyly Carte.

## Matrimonio
Sposò, il 26 gennaio 1893, George Joachim Goschen (15 ottobre 1866–24 luglio 1952), figlio del famoso politico liberale George Goschen, I visconte Goschen. Lady Margaret era di otto anni più grande di lui; Lord Goschen disapprovava il matrimonio e nel tentativo di impedirlo, mandò suo figlio in Australia per fungere da Segretario di Lord Jersey. Il matrimonio ebbe comunque luogo. Ebbero tre figli:
- George Joachim Goschen (18 novembre 1893–16 gennaio 1916)[5][6];
- Phyllis Evelyn Goschen (5 agosto 1895–27 maggio 1976), sposò il tenente colonnello Francis Cecil Campbell Balfour, ebbero due figli;
- Cicely Winifred Goschen (29 aprile 1899–1980), sposò Melville Edward Bertram Portal, ebbero un figlio.

### Viceregina
Suo marito intraprese la carriera diplomatica, ricoprendo la carica di Governatore di Madras e, in seguito, Viceré dell'India (1929-1931).
Lady Goschen diede il suo nome alla Viscountess Goschen Government Girls High School a Tiruchirappalli, e anche al Lady Goschen Hospital a Mangalore.